# 買方
買方（英語：Buy-side）是投資銀行界中所使用的術語，係指稱專注於購買金融產品的機構。私募股權基金、共同基金、人壽保險公司、信託、對沖基金和退休基金是常見的買方實體類型。
在銷售和交易中，買賣雙方的區分要從證券交易服務的角度來看待，投資社群必須使用這些服務來交易證券。 「買方」是這些服務的購買者；而「賣方」，也被稱為「主要經紀商」，是這些服務的賣家。
賣方經紀商是證券交易所的註冊會員，必須在特定的證券中擔任造市商。買方公司通常採取投機性立場或進行相對價值的交易。買方公司執行的交易頻率較低，其獲利主要來自市場變化和股息，而非透過風險管理和買賣價差來獲利。根據2010年湯森路透Extel/UKSIF的調查，買方愈加重視永續議題，以及來自經紀商的諮詢建議。
一般而言，買方通常不提供金融服務。
「買方」在房地產領域中也是一個常見的術語，因為每筆交易都有賣方和買方，儘管多數房地產相關科技主要專注在賣方，但也有一些公司正在開發針對買方的科技工具。

## 買方面臨的挑戰
國際性的買方資產管理者正面臨使用金融指數和標竿資料的強化監管，包括遵守IOSCO（國際證券監管機構組織）的規定，都會增加買方在資料管理方面的成本和時間。